# 와세다 대학 창조이공학 연구과 및 학부
와세다대학 창조이공학연구과 (早稲田大学 創造理工学研究科)(School of Creative Science and Engineering, Waseda University)는 와세다대학이 설립한 석사 (수사, 박사 전기) 및 박사 (후기) 과정이며 산하의 학사 과정인 와세다 대학교 창조이공학부 (早稲田大学 創造理工学部)는 일본 사립대학 중에서 가장 유구한 역사를 지닌 이공학 교육기관이다. 학사, 석사, 박사 과정을 설치하고 통합 운영 중이다. 경영공학 등에서 일본 최초 및 학계 선두로 타의 추종을 불허한다는 정평이다. 도쿄 신주쿠구 이공학 메인 캠퍼스인 니시와세다 캠퍼스에 위치하고 있으며 와세다 캠퍼스와는 1km 내외 거리로, 캠퍼스와 니시와세다역이 연결되어 있다.

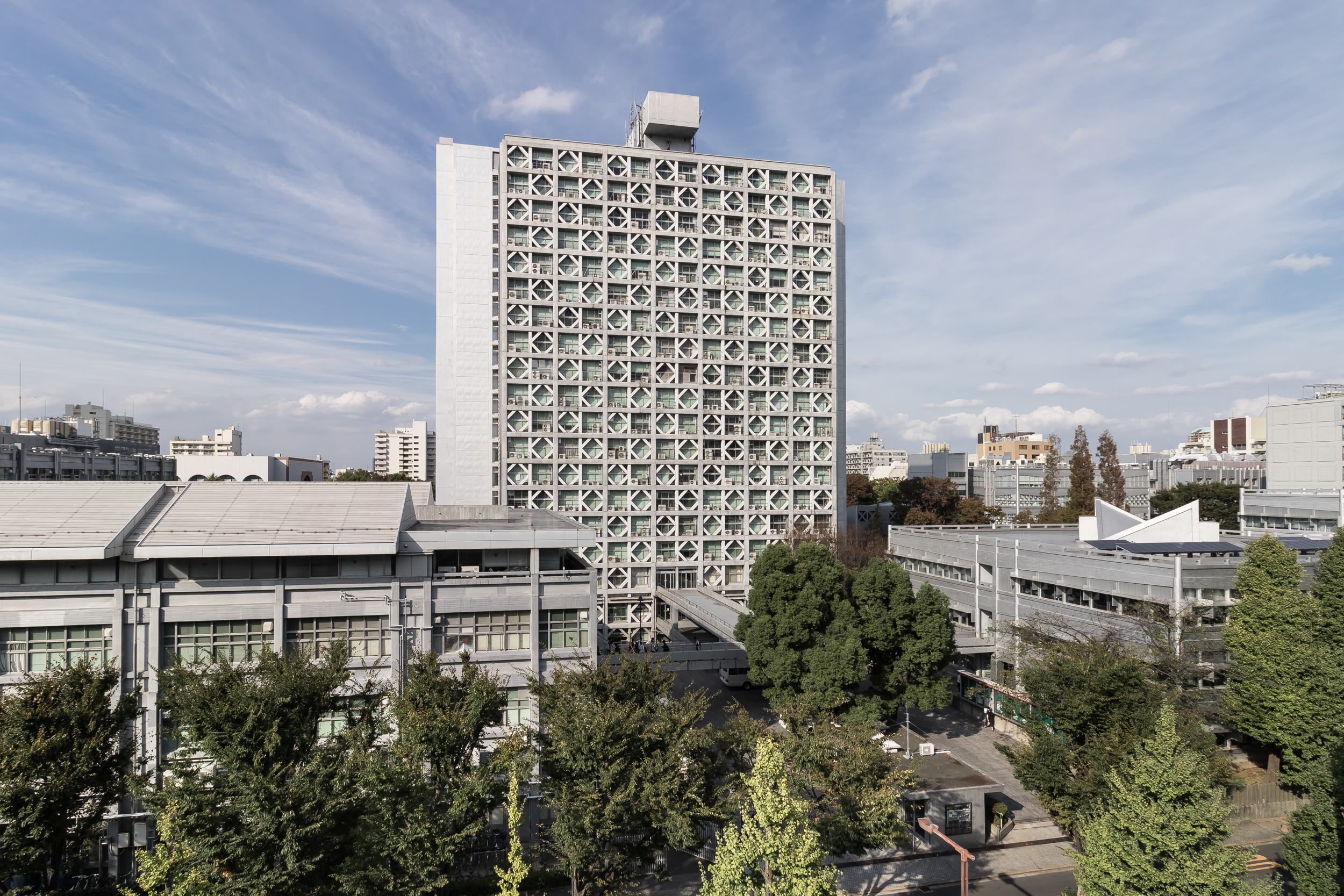
니시와세다 캠퍼스

2020년대 와세다 창조이공학부의 경우 입결에서 SAT 최저평균점으로 1449, ACT 33, IB diploma program 38/42를 요구하고 있으며, 와세다대학 창조이공학연구과의 입시 합격률은 10% 이하로, 한중일 명문 사학인 만큼 선발에서 굉장히 엄격하여 와세다 창조이공학부 학사 과정의 와세다 창조이공학연구과 (석사 및 박사) 학부 내 자대 내부진학률이 매년 80% 이상으로 상당히 높다.

## 개요
와세다 대학 이공학부는 3개 학부(창조이공학부 등) 및 5개 연구과(창조이공학 연구과 등) 체제 형식으로 구성되어 있다. 
와세다대학 창조이공의 본부는 도쿄 신주쿠 와세다 캠퍼스 바로 1km 내외의 니시와세다 이공 메인 캠퍼스에 있으며 그 전신은 일본 내각총리대신 오쿠마 시게노부에 의해 1882년에 설립된 도쿄 전문학교 이학부로, 정치경제학과, 법학과와 함께 설립되었다. 1908년에는 제5고등예과(이공계)가 개설되고, 기계공학과와 전기공학과의 예과과정이 개설되었다. 1920년 대학규칙이 공포되면서 일본 최초의 명문 사학이자 와세다 대학교 창조이공학부의 전신인 이공학부는 정치경제학부, 법학부, 문학부, 경영학부와 함께 정식으로 설립되었다.

## 같이 보기
- 와세다 대학